# Кубок мира по лыжным гонкам 2006/2007
Кубок мира по лыжным гонкам 2006/2007 года (англ. 2006–07 FIS Cross-Country World Cup). Сезон начался 28 октября 2006 года, а завершился 25 марта 2007 года.

## Мужчины

### Гонки
| Дата                                                                    | Место проведения              | Дисциплина                            | Победитель                                                                        | Второе место                                                                        | Третье место                                                                        |
| ----------------------------------------------------------------------- | ----------------------------- | ------------------------------------- | --------------------------------------------------------------------------------- | ----------------------------------------------------------------------------------- | ----------------------------------------------------------------------------------- |
| 28.10.2006                                                              | Дюссельдорф                   | Спринт свободным стилем               | Эльдар Рённинг                                                                    | Эйстейн Петтерсен                                                                   | Тур Арне Хетланн                                                                    |
| 29.10.2006                                                              | Дюссельдорф                   | Командный спринт свободным стилем     | Швеция I · Бьёрн Линд · Петер Ларссон                                             | Норвегия II · Эйстейн Петтерсен · Эльдар Рённинг                                    | Италия I · Ренато Пазини · Кристиан Дзордзи                                         |
| 18.11.2006                                                              | Елливаре                      | 15 км свободным стилем                | Уле-Эйнар Бьёрндален                                                              | Туре Рууд Хуфстад                                                                   | Франц Гёринг                                                                        |
| 19.11.2006                                                              | Елливаре                      | Эстафета 4х10 км                      | Германия · Йенс Фильбрих · Франц Гёринг · Тобиас Ангерер · Аксель Тайхман         | Россия · Николай Панкратов · Василий Рочев · Александр Легков · Евгений Дементьев   | Чехия · Мартин Коукал · Лукаш Бауэр · Иржи Магал · Милан Шперль                     |
| 25.11.2006                                                              | Куусамо                       | Спринт классикой                      | Йенс Арне Свартедал                                                               | Одд-Бьёрн Йельмесет                                                                 | Тур Арне Хетланн                                                                    |
| 26.11.2006                                                              | Куусамо                       | 15 км классикой                       | Эльдар Рённинг                                                                    | Венсан Витто                                                                        | Андерс Сёдергрен                                                                    |
| 8.12.2006                                                               | Аоста                         | Спринт свободным стилем               | Старт отменён                                                                     | Старт отменён                                                                       | Старт отменён                                                                       |
| 13.12.2006                                                              | Аоста                         | Скиатлон 15+15 км                     | Эльдар Рённинг                                                                    | Тур Арне Хетланн                                                                    | Евгений Дементьев                                                                   |
| 16.12.2006                                                              | Ла-Клюза                      | Масс-старт 30 км свободным стилем     | Тобиас Ангерер                                                                    | Александр Легков                                                                    | Евгений Дементьев                                                                   |
| 17.12.2006                                                              | Ла-Клюза                      | Эстафета 4х10 км                      | Россия · Василий Рочев · Николай Панкратов · Александр Легков · Евгений Дементьев | Норвегия · Тур Арне Хетланн · Эльдар Рённинг · Уле-Айнер Бьёрндален · Петтер Нортуг | Германия · Беньямин Зейферт · Аксель Тайхман · Рене Зоммерфельдт · Тобиас Ангерер   |
| Тур де Ски                                                              |                               |                                       |                                                                                   |                                                                                     |                                                                                     |
| 29.12.2006                                                              | Нове-Место                    | 4 км классическим стилем, пролог      | Старт отменён                                                                     | Старт отменён                                                                       | Старт отменён                                                                       |
| 30.12.2006                                                              | Нове-Место                    | 15 км свободным стилем, преследование | Старт отменён                                                                     | Старт отменён                                                                       | Старт отменён                                                                       |
| 31.12.2006                                                              | Мюнхен                        | Спринт свободным стилем               | Кристоф Айгенман                                                                  | Девон Кершоу                                                                        | Родди Даррагон                                                                      |
| 2.1.2007                                                                | Оберстдорф                    | Скиатлон 10+10 км                     | Венсан Витто                                                                      | Александр Легков                                                                    | Тобиас Ангерер                                                                      |
| 3.1.2007                                                                | Оберстдорф                    | 15 км классическим стилем             | Франц Гёринг                                                                      | Рене Зоммерфельдт                                                                   | Тобиас Ангерер                                                                      |
| 5.1.2007                                                                | Азиаго                        | Спринт свободным стилем               | Тур Арне Хетланн                                                                  | Тобиас Фредрикссон                                                                  | Петтер Нортуг                                                                       |
| 6.1.2007                                                                | Валь-ди-Фьемме                | 30 км классикой масс-старт            | Эльдар Рённинг                                                                    | Иван Алыпов                                                                         | Сами Яухоярви                                                                       |
| 7.1.2008                                                                | Валь-ди-Фьемме                | 15 км свободным стилем Финальная гора | Сергей Ширяев                                                                     | Александр Легков                                                                    | Джорджо Ди Чента                                                                    |
| Итоговое положение Тур де Ски                                           | Итоговое положение Тур де Ски | Итоговое положение Тур де Ски         | Тобиас Ангерер                                                                    | Александр Легков                                                                    | Симен Эстенсен                                                                      |
| 20.1.2007                                                               | Рыбинск                       | Масс-старт 30 км свободным стилем     | Александр Легков                                                                  | Эммануэль Жоннье                                                                    | Тобиас Ангерер                                                                      |
| 21.1.2007                                                               | Рыбинск                       | Спринт свободным стилем               | Ренато Пазини                                                                     | Николай Панкратов                                                                   | Тобиас Ангерер                                                                      |
| 21.1.2007                                                               | Рыбинск                       | Командный спринт классическим стилем  | Старт отменён                                                                     | Старт отменён                                                                       | Старт отменён                                                                       |
| 27.1.2007                                                               | Отепя                         | 15 км классикой                       | Аксель Тайхман                                                                    | Фруде Эстиль                                                                        | Одд-Бьёрн Йельмесет                                                                 |
| 28.1.2007                                                               | Отепя                         | Спринт классикой                      | Йенс Арне Свартедал                                                               | Василий Рочев                                                                       | Торин Кус                                                                           |
| 3.2.2007                                                                | Давос                         | 15 км свободным стилем                | Венсан Витто Тони Ливерс                                                          |                                                                                     | Кристиан Хоффман                                                                    |
| 4.2.2007                                                                | Давос                         | Эстафета 4х10 км                      | Россия · Иван Бабиков · Сергей Новиков · Илья Черноусов · Сергей Ширяев           | Италия · Валерио Кекки · Джорджо Ди Чента · Фабио Сантус · Пьетро Пиллер Коттрер    | Франция · Жан-Марк Гайяр · Венсан Витто · Эммануэль Жоннье · Александр Русселе      |
| 15.2.2007                                                               | Чанчунь                       | Спринт классическим стилем            | Ола Виген Хаттестад                                                               | Бёрре Несс                                                                          | Тур Арне Хетланн                                                                    |
| 16.2.2007                                                               | Чанчунь                       | 15 км свободным стилем                | Тобиас Ангерер                                                                    | Венсан Витто                                                                        | Эммануэль Жоннье                                                                    |
| С 22.2 по 4.3 2007 Чемпионат мира по лыжным видам спорта 2007 в Саппоро |                               |                                       |                                                                                   |                                                                                     |                                                                                     |
| 10.3.2007                                                               | Лахти                         | Спринт свободным стилем               | Петтер Нортуг                                                                     | Йенс Арне Свартедал                                                                 | Эльдар Рённинг                                                                      |
| 11.3.2007                                                               | Лахти                         | 15 км классическим стилем             | Одд-Бьёрн Йельмесет                                                               | Эльдар Рённинг                                                                      | Тобиас Ангерер                                                                      |
| 14.3.2007                                                               | Драммен                       | Спринт классикой                      | Бёрре Несс                                                                        | Матс Ларссон                                                                        | Тронд Иверсен                                                                       |
| 17.3.2007                                                               | Осло                          | 50 км классическим стилем             | Одд-Бьёрн Йельмесет                                                               | Тобиас Ангерер                                                                      | Фруде Эстиль                                                                        |
| 21.3.2007                                                               | Стокгольм                     | Спринт классическим стилем            | Михаил Девятьяров                                                                 | Эмиль Йёнссон                                                                       | Матс Ларссон                                                                        |
| 24.3.2007                                                               | Фалун                         | Скиатлон 15+15 км                     | Тобиас Ангерер                                                                    | Матиас Фредрикссон                                                                  | Эммануэль Жоннье                                                                    |
| 25.3.2007                                                               | Фалун                         | Эстафета 4х10 км                      | Норвегия · Эйстейн Петтерсен · Одд-Бьёрн Йельмесет · Фруде Эстиль · Петтер Нортуг | Россия · Николай Панкратов · Василий Рочев · Александр Легков · Максим Вылегжанин   | Франция · Кристоф Перрия-Колломб · Жан-Марк Гайяр · Венсан Витто · Эммануэль Жоннье |

### Итоговое положение
Показана первая десятка
| 1.  | Тобиас Ангерер      | 1131 |
| 2.  | Александр Легков    | 580  |
| 3.  | Эльдар Рённинг      | 557  |
| 4.  | Тур Арне Хетланн    | 552  |
| 5.  | Одд-Бьёрн Йельмесет | 479  |
| 6.  | Венсан Витто        | 463  |
| 7.  | Петтер Нортуг       | 443  |
| 8.  | Йенс Арне Свартедал | 388  |
| 9.  | Сами Яухоярви       | 384  |
| 10. | Фруде Эстиль        | 381  |

| 1.  | Тобиас Ангерер      | 592 |
| 2.  | Венсан Витто        | 415 |
| 3.  | Одд-Бьёрн Йельмесет | 348 |
| 4.  | Эльдар Рённинг      | 286 |
| 5.  | Фруде Эстиль        | 285 |
| 6.  | Александр Легков    | 260 |
| 7.  | Матиас Фредрикссон  | 255 |
| 8.  | Андерс Сёдергрен    | 238 |
| 9.  | Эммануэль Жоннье    | 219 |
| 10. | Аксель Тайхман      | 217 |

| 1.  | Йенс Арне Свартедал | 341 |
| 2.  | Тронд Иверсен       | 286 |
| 3.  | Эмиль Йёнссон       | 282 |
| 4.  | Тур Арне Хетланн    | 234 |
| 5.  | Эльдар Рённинг      | 215 |
| 6.  | Эндрю Ньюэлл        | 210 |
| 7.  | Бёрре Несс          | 209 |
| 8.  | Йохан Хьёльстад     | 181 |
| 9.  | Ола Виген Хаттестад | 178 |
| 10. | Василий Рочев       | 170 |

## Женщины

### Гонки
| Дата                                                                    | Место проведения              | Дисциплина                            | Победитель                                                                             | Второе место                                                                            | Третье место                                                                            |
| ----------------------------------------------------------------------- | ----------------------------- | ------------------------------------- | -------------------------------------------------------------------------------------- | --------------------------------------------------------------------------------------- | --------------------------------------------------------------------------------------- |
| 28.10.2006                                                              | Дюссельдорф                   | Спринт свободным стилем               | Марит Бьёрген                                                                          | Наталья Матвеева                                                                        | Элла Йёмле                                                                              |
| 29.10.2006                                                              | Дюссельдорф                   | Командный спринт свободным стилем     | Норвегия I · Элла Йёмле · Марит Бьёрген                                                | Швеция I · Бритта Норгрен · Лина Андерссон                                              | Финляндия II · Вирпи Куйтунен · Айно-Кайса Сааринен                                     |
| 18.11.2006                                                              | Елливаре                      | 10 км свободным стилем                | Катержина Нойманова                                                                    | Кристина Шмигун                                                                         | Марит Бьёрген                                                                           |
| 19.11.2006                                                              | Елливаре                      | Эстафета 4х5 км                       | Норвегия · Вибеке Скофтеруд · Хильде Педерсен · Кристин Стёрмер Стейра · Марит Бьёрген | Германия · Мануэла Хенкель · Катрин Целлер · Эви Захенбахер-Штеле · Клаудия Нюстад      | Финляндия · Кирси Вялимаа · Вирпи Куйтунен · Рийта-Лийса Ропонен · Айно-Кайса Сааринен  |
| 25.11.2006                                                              | Куусамо                       | Спринт классикой                      | Петра Майдич                                                                           | Вирпи Куйтунен                                                                          | Марит Бьёрген                                                                           |
| 26.11.2006                                                              | Куусамо                       | 10 км классикой                       | Вирпи Куйтунен                                                                         | Марит Бьёрген                                                                           | Кристина Шмигун                                                                         |
| 8.12.2006                                                               | Аоста                         | Спринт свободным стилем               | Старт отменён                                                                          | Старт отменён                                                                           | Старт отменён                                                                           |
| 13.12.2006                                                              | Аоста                         | 10 км классическим стилем             | Вирпи Куйтунен                                                                         | Петра Майдич                                                                            | Айно-Кайса Сааринен                                                                     |
| 16.12.2006                                                              | Ла-Клюза                      | Масс-старт 15 км свободным стилем     | Вирпи Куйтунен                                                                         | Рийта-Лийса Ропонен                                                                     | Арианна Фоллис                                                                          |
| 17.12.2006                                                              | Ла-Клюза                      | Эстафета 4х5 км                       | Германия · Штефани Бёлер · Виола Бауэр · Клаудия Нюстад · Эви Захенбахер-Штеле         | Швеция · Лина Андерссон · Сара Линдборг · Шарлотт Калла · Бритта Норгрен                | Чехия · Хелена Эрбенова · Камила Райдлова · Ивана Янечкова · Катержина Нойманова        |
| Тур де Ски                                                              |                               |                                       |                                                                                        |                                                                                         |                                                                                         |
| 29.12.2006                                                              | Нове-Место                    | 3 км классическим стилем, пролог      | Старт отменён                                                                          | Старт отменён                                                                           | Старт отменён                                                                           |
| 30.12.2006                                                              | Нове-Место                    | 10 км свободным стилем, преследование | Старт отменён                                                                          | Старт отменён                                                                           | Старт отменён                                                                           |
| 31.12.2006                                                              | Мюнхен                        | Спринт свободным стилем               | Марит Бьёрген                                                                          | Арианна Фоллис                                                                          | Чандра Кроуфорд                                                                         |
| 2.1.2007                                                                | Оберстдорф                    | Скиатлон 5+5 км                       | Кристин Стёрмер Стейра                                                                 | Валентина Шевченко                                                                      | Ольга Завьялова                                                                         |
| 3.1.2007                                                                | Оберстдорф                    | 10 км классическим стилем             | Петра Майдич                                                                           | Кристин Стёрмер Стейра                                                                  | Вирпи Куйтунен                                                                          |
| 5.1.2007                                                                | Азиаго                        | Спринт свободным стилем               | Вирпи Куйтунен                                                                         | Марит Бьёрген                                                                           | Арианна Фоллис                                                                          |
| 6.1.2007                                                                | Валь-ди-Фьемме                | 15 км классикой масс-старт            | Вирпи Куйтунен                                                                         | Айно-Кайса Сааринен                                                                     | Марит Бьёрген                                                                           |
| 7.1.2008                                                                | Валь-ди-Фьемме                | 10 км свободным стилем Финальная гора | Катержина Нойманова                                                                    | Кристин Стёрмер Стейра                                                                  | Валентина Шевченко                                                                      |
| Итоговое положение Тур де Ски                                           | Итоговое положение Тур де Ски | Итоговое положение Тур де Ски         | Вирпи Куйтунен                                                                         | Марит Бьёрген                                                                           | Валентина Шевченко                                                                      |
| 20.1.2007                                                               | Рыбинск                       | Масс-старт 15 км свободным стилем     | Рийта-Лийса Ропонен                                                                    | Катержина Нойманова                                                                     | Айно-Кайса Сааринен                                                                     |
| 21.1.2007                                                               | Рыбинск                       | Спринт свободным стилем               | Арианна Фоллис                                                                         | Клаудия Нюстад                                                                          | Киккан Рэндалл                                                                          |
| 21.1.2007                                                               | Рыбинск                       | Командный спринт классическим стилем  | Старт отменён                                                                          | Старт отменён                                                                           | Старт отменён                                                                           |
| 27.1.2007                                                               | Отепя                         | 10 км классикой                       | Юстина Ковальчик                                                                       | Вирпи Куйтунен                                                                          | Валентина Шевченко                                                                      |
| 28.1.2007                                                               | Отепя                         | Спринт классикой                      | Вирпи Куйтунен                                                                         | Астрид Якобсен                                                                          | Евгения Шаповалова                                                                      |
| 3.2.2007                                                                | Давос                         | 10 км свободным стилем                | Вирпи Куйтунен                                                                         | Ольга Завьялова                                                                         | Марит Бьёрген                                                                           |
| 4.2.2007                                                                | Давос                         | Эстафета 4х5 км                       | Швеция · Лина Андерссон · Анна Карин Стрёмстедт · Шарлотт Калла · Бритта Норгрен       | Норвегия I · Астрид Якобсен · Вибеке Скофтеруд · Кристин Стёрмер Стейра · Марит Бьёрген | Финляндия · Пирьё Муранен · Айно-Кайса Сааринен · Кати Веняляйнен · Рийта-Лийса Ропонен |
| 15.2.2007                                                               | Чанчунь                       | Спринт классическим стилем            | Евгения Шаповалова                                                                     | Наталья Матвеева                                                                        | Гуро Стрём Солли                                                                        |
| 16.2.2007                                                               | Чанчунь                       | 10 км свободным стилем                | Катержина Нойманова                                                                    | Карин Лоран Филиппо                                                                     | Светлана Малахова                                                                       |
| С 22.2 по 4.3 2007 Чемпионат мира по лыжным видам спорта 2007 в Саппоро |                               |                                       |                                                                                        |                                                                                         |                                                                                         |
| 10.3.2007                                                               | Лахти                         | Спринт свободным стилем               | Вирпи Куйтунен                                                                         | Рийта-Лийса Ропонен                                                                     | Анна Дальберг                                                                           |
| 11.3.2007                                                               | Лахти                         | 10 км классическим стилем             | Кристина Шмигун                                                                        | Ольга Завьялова                                                                         | Виола Бауэр                                                                             |
| 14.3.2007                                                               | Драммен                       | Спринт классикой                      | Вирпи Куйтунен                                                                         | Петра Майдич                                                                            | Айно-Кайса Сааринен                                                                     |
| 17.3.2007                                                               | Осло                          | 30 км классическим стилем             | Айно-Кайса Сааринен                                                                    | Вирпи Куйтунен                                                                          | Петра Майдич                                                                            |
| 21.3.2007                                                               | Стокгольм                     | Спринт классическим стилем            | Петра Майдич                                                                           | Вирпи Куйтунен                                                                          | Анна Дальберг                                                                           |
| 24.3.2007                                                               | Фалун                         | Скиатлон 7,5+7,5 км                   | Марит Бьёрген                                                                          | Катержина Нойманова                                                                     | Терезе Йохёуг                                                                           |
| 25.3.2007                                                               | Фалун                         | Эстафета 4х5 км                       | Германия · Штефани Бёлер · Виола Бауэр · Эви Захенбахер-Штеле · Клаудия Нюстад         | Финляндия · Пирьё Муранен · Вирпи Куйтунен · Рийта-Лийса Ропонен · Айно-Кайса Сааринен  | Швеция · Анна Дальберг · Мария Рюдквист · Шарлотт Калла · Бритта Норгрен                |

### Итоговое положение
Показана первая десятка
| 1.  | Вирпи Куйтунен       | 1510 |
| 2.  | Марит Бьёрген        | 941  |
| 3.  | Катержина Нойманова  | 894  |
| 4.  | Петра Майдич         | 844  |
| 5.  | Айно-Кайса Сааринен  | 826  |
| 6.  | Рийта-Лийса Ропонен  | 548  |
| 7.  | Валентина Шевченко   | 541  |
| 8.  | Юстина Ковальчик     | 484  |
| 9.  | Эви Захенбахер-Штеле | 438  |
| 10. | Арианна Фоллис       | 419  |

| 1.  | Вирпи Куйтунен      | 650 |
| 2.  | Катержина Нойманова | 627 |
| 3.  | Айно-Кайса Сааринен | 441 |
| 4.  | Марит Бьёрген       | 405 |
| 5.  | Кристина Шмигун     | 405 |
| 6.  | Рийта-Лийса Ропонен | 368 |
| 7.  | Ольга Завьялова     | 326 |
| 8.  | Петра Майдич        | 325 |
| 9.  | Валентина Шевченко  | 295 |
| 10. | Юстина Ковальчик    | 252 |

| 1.  | Вирпи Куйтунен      | 532 |
| 2.  | Петра Майдич        | 385 |
| 3.  | Наталья Матвеева    | 313 |
| 4.  | Лина Андерссон      | 238 |
| 5.  | Анна Дальберг       | 228 |
| 6.  | Марит Бьёрген       | 216 |
| 7.  | Айно-Кайса Сааринен | 214 |
| 8.  | Арианна Фоллис      | 208 |
| 9.  | Евгения Шаповалова  | 203 |
| 10. | Астрид Якобсен      | 186 |